# 中国驻智利大使馆
中华人民共和国驻智利共和国大使馆（西班牙語：Embajada de la República Popular China en la República de Chile），简称中国驻智利大使馆，是中华人民共和国驻智利的外交代表机构。

## 机构设置
中国驻智利大使馆设置下列机构：
- 政治处
- 领事侨务处
- 经济商务处
- 文化处